# Sárvár
Sárvár è una città di 15.099 abitanti (2008) situata nella contea di Vas, nell'Ungheria nord-occidentale.

## Amministrazione

### Gemellaggi
- Steinheim an der Murr, Germania
- Sonntagberg, Austria